# Chó nông trại Đan Mạch-Thụy Điển

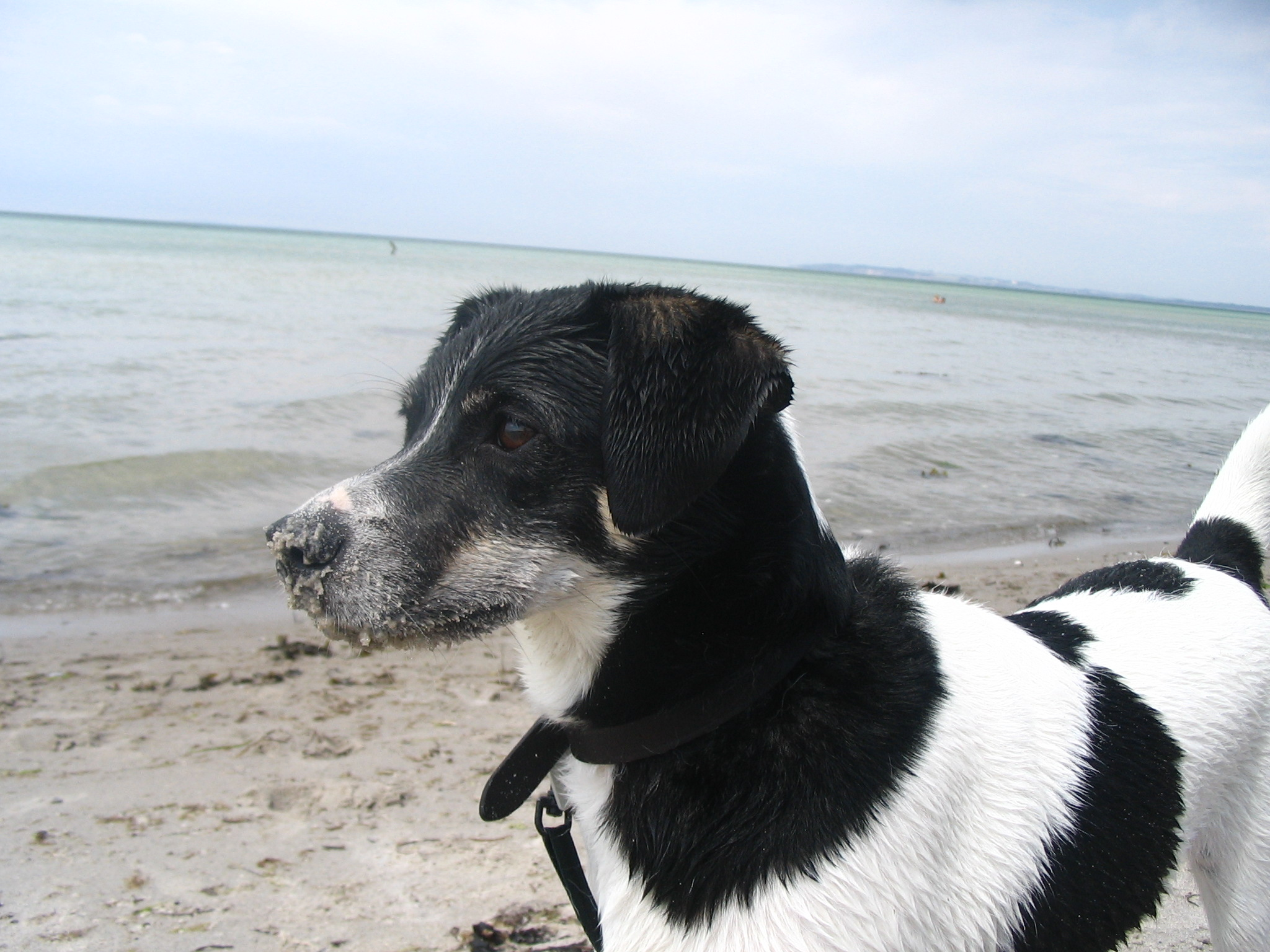
Chó nông trại Đan Mạch-Thụy Điển

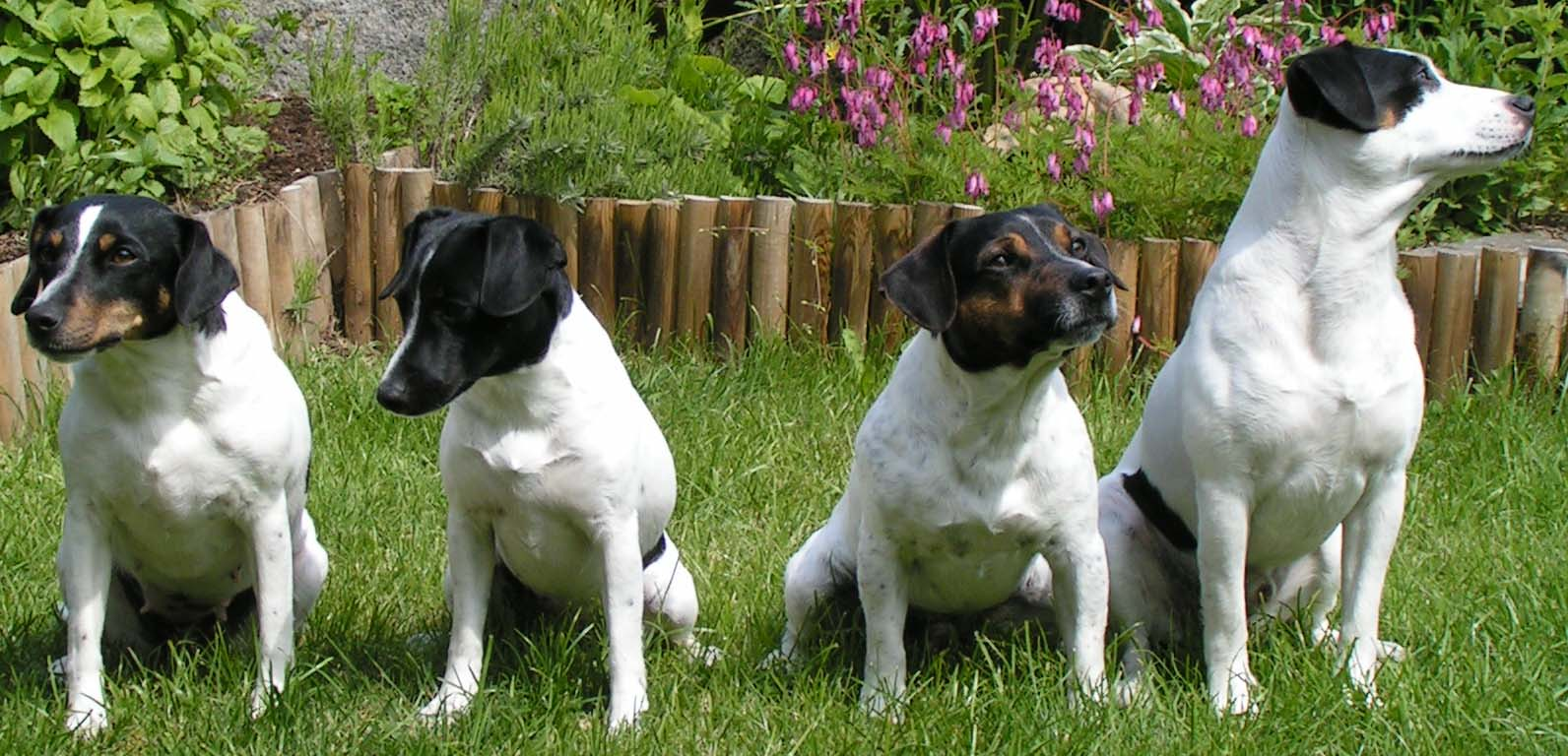
Chó nông trại Đan Mạch-Thụy Điển

Chó nông trại Đan Mạch-Thụy Điển (tiếng Anh: Danish–Swedish Farmdog, tiếng Thụy Điển: Dansk-svensk gårdshund) là giống chó thuần chủng có nguồn gốc ở Đan Mạch và miền nam Thụy Điển, nhưng hiện nay đã trở nên phổ biến ở Scandinavia. Chó nông trại Đan Mạch- là một giống bản địa cổ đã từng sống ở các trang trại ở phần phía đông của Đan Mạch và phần phía nam của Thụy Điển được nuôi như chó nông trại, bảo vệ người dân. Có một số dấu hiệu cho thấy giống có nguồn gốc từ loại Pinscher và chó sục trắng Anh. Chó nông trại Đan Mạch-Thụy Điển có tính khí dịu dàng, cũng là những con chó đồng hành tốt, biến chúng rở thành vật nuôi lý tưởng cho nông dân người Scandinavia. Mặc dù các trang trại bắt đầu trang bị những cỗ máy hiện đại thì nông dân không cần những con chó nhỏ.

## Tên
Chó nông trại Đan Mạch-Thụy Điển đã được công nhận là giống chính thức ở Đan Mạch và Thụy Điển vào năm 1987. Ở thời điểm đó, hai nước đã cùng hợp tác với nhau và chấp nhận tên giống này, và cũng dựa trên tiêu chuẩn giống được viết bởi thẩm phán và nhà lai tạo Lars Adeheimer, Thụy Điển và thẩm phán Ole Staunskjaer, Đan Mạch. Chó nông trại Đan Mạch-Thụy Điển được nuôi như chó nông trại hằng trăm năm, và trước khi trở thành một giống được công nhận, nó được biết đến dưới cái tên địa phương là "Skrabba", "Skåneterrier", "råttehund", "rat dog").

## Ngoại hình
Tiêu chuẩn FCI nói rằng Chó nông trại Đan Mạch-Thụy Điển có chiều cao 30–39 cm với thân hình nhỏ gọn. Tỷ lệ chiều cao với chiều dài là 9:10. Đầu khá nhỏ và hình tam giác. Bộ lông cứng, ngắn và mịn, với màu trắng là màu chủ đạo, với một hoặc một mảng màu sắc khác nhau. Đuôi có thể dài, nửa đuôi hoặc đuôi ngắn.

## Tập tính
Chó nông trại Đan Mạch-Thụy Điển là một giống chó rất thân thiện, dễ chịu. Chúng không chỉ làm việc trên các trang trại, mà còn là người bạn đồng hành, và đối xử tốt với trẻ em.
Chó nông trại Đan Mạch-Thụy Điển không giống như chó sục-mặc dù nó thường bị nhầm lẫn là chó sục. Không giống như bản chất hung hăng của chó sục, bản chất của Chó nông trại Đan Mạch-Thụy Điển cho phép nó làm công việc của mình, cũng như được bình tĩnh và yêu thương trong một thời gian mà không làm việc. Điều này làm cho nó trở thành một người bạn đồng hành lý tưởng.
Vào năm 2010, câu lạc bộ giống, Chó nông trại Đan Mạch-Thụy Điển USA, đã nộp đơn xin AKC-FSS để công nhận giống chó này. Vào tháng 1 năm 2011, Câu lạc bộ đăng ký chó thuần chủng Mỹ (AKC) đã thêm giống chó này vào Foundation Stock Service. Chó nông trại Đan Mạch-Thụy Điển đủ điều kiện để cạnh tranh trong nhiều sự kiện đồng hành AKC khác nhau như vâng lời, nhanh nhẹn, tập hợp và hơn thế nữa. Vào tháng 11 năm 2011, AKC đã thông báo rằng tính đến tháng 7 năm 2012, các giống FSS sẽ đủ điều kiện cho các chương trình Open Conformation.